# Juan de Atarés
Juan de Atarés fue un ermitaño hispano de finales del siglo VII. Es considerado beato por la Iglesia católica, cuya festividad celebra el 29 de mayo. En el Alto Aragón se le considera popularmente como santo.
La leyenda popular lo considera nacido en Casa Royo del pueblo de Atarés, renunció a su fortuna y se instaló en una cueva del monte Pano, cerca de Jaca, donde puso una cruz de madera ante la que rezaba. Según cuenta la tradición, un día se le apareció el diablo, el cual le ofreció grandes riquezas y un palacio si entraba a su servicio. Juan rezó el Padrenuestro y el diablo desapareció, justo en su lugar apareció un ángel que le aconsejó que se trasladara al monte Pano, donde levantó un altar en honor a San Juan Bautista. Este lugar se convertiría posteriormente en el Monasterio de San Juan de la Peña después de que allí se instalaran en el siglo VII los santos Félix y Voto.
Según cuenta también la tradición, un siglo después San Voto encontró el cuerpo insepulto del ermitaño en su cueva tras salvarse milagrosamente de una caída mientras perseguía a un ciervo. Junto al cuerpo había un escrito que decía:

Ego Ioannes. Primus. In hoc loco, heremita, qui ab amorem Dei, hac ecclesiam fabricavi, in honorem sancti Ioannis Baptiste. Hic, requiesco, Amen.

Dio sepultura a Juan y al volver a Zaragoza dio noticia del suceso a su hermano Félix, y ambos volvieron al lugar donde fundaron el Monasterio de San Juan de la Peña, de regla benedictina.